# مانويل غيريرو
مانويل غيريرو (بالإسبانية: Manuel Guerrero)‏ هو لاعب كرة سلة أرجنتيني سابق شارك في الألعاب الأولمبية الصيفية 1948.

## روابط خارجية
- مانويل غيريرو على موقع الاتحاد الدولي لكرة السلة (الإنجليزية)
- مانويل غيريرو على موقع سبورتس رفرنس (الإنجليزية)
- مانويل غيريرو على موقع أوليمبيديا (الإنجليزية)